# Pachysphaera
Pachysphaera, monotipski rod zelenih algi u porodici Halosphaeraceae. Jedina vrsta je P. pelagica, morska vrsta opisana 1899.